# Cecilia García (Sängerin)
Cecilia García (* 22. November 1951 in Santo Domingo), bekannt als La Polifacética, ist eine dominikanische Sängerin, Schauspielerin und Fernsehproduzentin.

## Leben
García wurde als Sängerin und Schauspielerin mit ihren Fernsehproduktionen und Musikshows bekannt. 1968 gewann sie in Mexiko den Ersten Preis beim Festival de la Canción Latina, im gleichen Jahr trat sie mit einer eigenen Ballade beim Festival Dominicano de la Canción auf. Von 1970 bis 1974 arbeitete sie als Comedian beim Sender Cadena Telemundo ihrer Heimatstadt.
1974 produzierte sie bei Radio Televisión Dominica die Sendung 3x3, daneben trat sie mit großem Erfolg am Teatro Nacional de Santo Domingo in Franklin Domínguez’ Monolog El Ultimo Instante auf. 1975 (und 1983 erneut) wurde sie mit zwei El Dorados als beste Komikerin und beste Showproduzentin und dem Gran El Dorado als beste Künstlerin des Jahres ausgezeichnet. Letzteren erhielt sie nochmals 1984.
1978 war sie Koproduzentin, Dirigentin, Sängerin und Komikerin in der Sendung Cecilia y Solano auf Canal 4 in Santo Domingo, 1980 produzierte sie das Programm Esta Noche Cecilia.  Außerdem nahm sie bis 1985 an der Show del Medio Día teil. 1985 eröffnete die Fernsehgesellschaft Rhaintel die Varieté-Show Cecilia en Facetas, in der García 10 Jahre lang Fernsehspecials, Interviews, Musicals und Schauspielvorführungen präsentierte und mit der sie mehrere Preise und Nominierungen gewann.
Am Teatro Nacional de Santo Domingo spielte sie im Musical Evita die Titelrolle der Eva Perón und wurde 1988 mit dem Schauspielpreis von El Casandra ausgezeichnet. In Artur Rodríguez’ Stück Parecido a Sebastián trat sie 1992 in vier Rollen auf. Ihr 25-jähriges Bühnenjubiläum feierte sie mit Guillermo Corderos Show Fantástica.
1994 ging García in die USA und produzierte dort für das dominikanische Fernsehen die Show Donde Quiera que Estés, die drei Jahre bei Tele Centro lief und in der dominikanische Familien und  alte Freunde  weltweit gesucht und zu Treffen zusammengebracht wurden. Auf dem Album Deja Vu veröffentlichte sie 2004 ihre größten musikalischen Erfolge aus den zehn Jahren der Sendung Cecilia en Facetas.
2005 war García Protagonistin in der ersten spanischsprachigen Version des Musicals Victor/Victoria und erhielt dafür den El Casandra als beste Schauspielerin des Jahres. Als Protagonistin in El Beso De La Mujer Araña zeichnete sie die Asociación de Cronistas de Arte de la Republica Dominicana als beste Schauspielerin des Jahres aus.
2011 erschien unter der Leitung von Rafael Solano ihr Album Maravillosa. Im gleichen Jahr trat sie in Fidel López’ Musical Blanca Nieves auf. Für ihre Interpretation der Maria Callas in Terrence McNallys Master Class in der Regie von Carlos Espinal wurde sie 2012 mit dem Preis als beste Schauspielerin des Premio Casandra ausgezeichnet.